# 重北人輕南人
重北人輕南人，是指中國歷史上宋朝存在的一種北方宋人歧視和防範南方宋人，以及視被宋朝征服、歸化於宋朝的南人為「二等臣民」的現象，是出身北方的宋代統治者在制度、政策方面歧視和壓迫「非我族類」的一面。

## 背景
五代以前，比較落後的中國南方基本上受北方的影響。五代以後，這一趨勢由於南方的發展而出現了逆轉，南方對北方的影響開始擴大，北方的傳統優勢地位逐漸弱化。這種變化不被北方的統治集團輕易接受，在當時，大多數北方人士對南方勢力的崛起採取了抵制和敵視的態度。
北宋以前，統一的中國的政治中心一直在黃河流域一帶，在古代有「中國」、「中朝」、「中原」等稱謂的中國北方在政治舞台上一直占主流地位，而江南一直被視為未完全開發的「次文明地區」。
從後周奪取政權的宋朝在立國之初，其領土範圍僅限中原黃河中下游一帶，後來才逐漸征服南唐、南漢等南方諸國，吞併南方地區。以中原正統和勝利者自居的北方官員，也就是五代的宗室舊臣，在地域上和心理上存有優越感，視歸化宋朝的南人為二等臣民，對這些「非我族類」有所防範和歧視，在科場上受阻抑、在政壇上也不受信任。一時朝廷勳貴權臣盡是北人。

## 南北文人之爭
北宋初期不以南人為相，開國四十年內無南人位列宰輔，景德四年（1007年），宋真宗欲用王欽若為相，宰相王旦稱：「臣見祖宗朝未嘗有南人當國者，雖古稱立賢無方，然須賢士乃可。臣為宰相，不敢沮抑人，此亦公議也。」最後真宗也不了了之。王旦死後，王欽若才得以位列相位。宋開科取士以後，江南士子雖傾力投入，但「天聖以前，選用人才，多取北人，……故南方士大夫沉抑者多。」一些考中功名的南方人如晏殊和蕭貫就被北方官員打壓和歧視。
有「聖相」之稱的宋代名臣李沆一貫主張求治之道，強調「不用浮薄新進喜事之人」，實際上是針對梅詢、唐宋八大家之一的曾鞏的祖父曾致堯等南方士人。
宋代國家取士政策上的南北差異，是造成的北宋黨爭的初始起因之一。據宗室趙彥衛的《雲麓漫鈔》和大臣邵伯溫的《邵氏聞目錄》記載，宋太祖讓後世皇帝遵守不任用南人為宰相的祖訓：「藝祖（指宋太祖）御筆：『用南人為相設諫官，非吾子孫。』石刻在東京禁中內。雖人材之出定處，然山東出相，山西出將，古亦有此語。」宋太祖、宋太宗兩朝的將相全系北方人，這個祖訓大約到宋真宗、宋仁宗兩朝，王欽若和丁謂的入相才被打破。
祖訓被打破的同時，也掀開了南北方文人結黨相爭的序幕。譬如真宗朝有「剛直君子」之稱的重臣寇準就極力反對讓南方人參政。撫州晏殊應中進士，表現優異，得「帝嘉賞，賜同進士出身。」寇準僅因晏殊是江南人而反對晉用，對宋真宗說：「殊江外人」；新喻人蕭貫與膠水人蔡齊爭奪狀元名額，他說：「南方下國，不宜冠多士」。蕭貫當不成狀元，寇準逢同事便說：「又與中原奪得一狀元。」
對南人的歧視政策在後期逐漸被打破，但南北兩地人的對立始終存在。日本學者竺沙雅章認為，王安石變法的失敗，在於南北官僚對立，黨爭激烈，北人官僚的激烈反對導致新法失敗。針對王安石的北派領袖司馬光曾啟奏神宗說：「閩人狹險，楚人輕易，今二相皆閩人，二參政皆楚人，必將援引鄉黨之士，充塞朝廷，風俗何以更得淳厚！」

### 五鬼用事
另一方面，被稱為「五鬼」的南人王欽若、丁謂、陳彭年、林特和劉承珪因積極參與宋真宗偽造天書舉行封禪大典的行動，因而受到宋真宗的特別信任。他們相互勾結，為追逐權力，不遺餘力地排斥朝中正士，濁亂朝政。「五鬼」中的王欽若和丁謂最為活躍，當中王欽智數過人，善於揣測皇帝的心意，是製造「天書封禪」的關鍵人物。而丁謂是有才無德之人，他極力迎合宋真宗，屢奏「祥瑞」，而且以其出色的理財能力從容調度、盡心督辦，充當迷信活動的後勤總管，受到了宋真宗的信任和重用。這些南人的行為舉動進一步坐實了當時人們對南方人「輕儇奸詐、有才無德」的觀感。在「北方正人君子」的心目中，南方士人幾乎成了「小人」的同義語。在反對「南方小人」的態度上，北方士人高度一致。

## 地位轉變
北宋後期，北人反有「沉抑之嘆」，這是因為江南經過隋唐五代數百年的開發，國家的經濟重心已漸從黃河流域轉移到長江流域，加上唐末五代年間北方戰亂頻繁，北人大批南遷，令江南成為人口稠密、物象繁華的地區。北宋統一南方各地之時，南方人口已兩倍於北方人口。隨著南方經濟地位上升，宋朝統治者不得不考慮對南人的政治地位的提升，後來更越來越意識到南方士林愛好文學的習氣更符合宋王朝偃武修文的國策，更適合專制政體的需要。因此到了後期，多是由出生於南部省份的人主政。